# Idriz Hošić
Idriz Hošić (Prijedor, 17 de fevereiro de 1944) é ex-futebolista profissional bosníaco, que atuava como atacante.

## Carreira
Idriz Hošić fez parte do elenco da Seleção Iugoslava de Futebol da Eurocopa de 1968. [carece de fontes?]

## Títulos
- Eurocopa de 1968 - 2º Lugar